# Réginal Goreux
Réginal Goreux (* 31. Dezember 1987 in Saint-Michel, Haiti) ist ein ehemaliger haitianischer Fußballspieler, der auch die belgische Staatsbürgerschaft besitzt.

## Karriere
Als Goreux im Alter von zwei einhalb Jahren war, zog seine Familie von Haiti nach Belgien. Seine Karriere begann er in der Jugendmannschaft des Berloz FC. Im Alter von sieben Jahren schloss er sich der Jugendabteilung von Standard Lüttich an. Nach Jahren in den diversen Jugendmannschaften kam er 2007 in den Kader der ersten Mannschaft. Sein Debüt gab er am 23. Februar 2008 gegen KAA Gent, als er in der 88. Minute für Igor de Camargo eingewechselt wurde. Das Spiel endete 0:0. In dieser Saison kam der rechte Verteidiger auf weitere elf Einsätze und erzielte gegen den RAEC Mons einen Treffer. Im Endeffekt wurde die Meisterschaft und der Supercup gewonnen. Diese Erfolge wurden in der Saison 2008/09 wiederholt.
Weiters kam er 2008/09 zum ersten Mal auf europäischer Klubebene zum Einsatz. Goreux wurde im Gruppenspiel des UEFA Cups gegen FK Partizan Belgrad (Endstand 1:0) am 27. November 2008 in der 57. Minute ausgewechselt.
2009/10 stieß Standard bis ins Viertelfinale der UEFA Europa League vor. In dieser Europapokalsaison kam er auf sechs Einsätze. In der Meisterschaft wurde im Grunddurchgang Platz acht erreicht. In den Play-offs zur Europa League belegte der Verein in der Gruppe B Platz zwei.
Im Januar 2013 wechselte Goreux zum russischen Verein Krylja Sowetow Samara, der in der Premjer-Liga, der obersten russischen Liga, spielt. Nachdem Samara in der Saison 2012/13 den Abstieg in den Relegationsspielen noch vermeiden konnte, stieg der Verein nach der Saison 2013/14 ab und spielte in der Saison 2014/15 in der Perwenstwo FNL. Nachdem er dort in den ersten Spielen der neuen Saison nicht zum Einsatz gekommen war, wechselte Goreux zu FK Rostow zurück in die Premjer-Liga.
Sein Vertrag dort wurde zum 26. Februar 2015 aufgelöst. Nachdem Goreux dann zunächst ohne Verein war, kehrte er im Oktober 2015 nach Standard Lüttich zurück und unterschrieb dort einen neuen Vertrag, der im Mai 2018 verlängert wurde.
Ab der Saison 2017/18 stand Goreux häufig nicht im Spieltagskader und kam nur auf wenige Spiele im Jahr. Zum Jahreswechsel 2019/20 einigte er sich mit dem Verein über eine Vertragsauflösung. Er verblieb aber beim Verein und übernahm Aufgaben in der Robert-Louis-Dreyfus-Akademie, dem vereinseigenen Nachwuchsausbildungszentrum.

## Nationalmannschaft
Für Belgien war Goreux bisher für die U-21-Auswahl aktiv, viermal im Rahmen von Qualifikationsspielen zur U-21-Europameisterschaft und bei einem Freundschaftsspiel.
Bei der A-Nationalmannschaft entschied er sich für Haiti zu spielen. Sein erstes Länderspiel dort war am 7. Oktober 2011 im Rahmen eines Qualifikationsspieles zur Fußball-Weltmeisterschaft 2014 gegen die Amerikanischen Jungferninseln. Sein größter Erfolg mit der haitianischen Nationalmannschaft war das Viertelfinale beim CONCACAF Gold Cup 2015, in dem Haiti gegen Jamaika ausschied. Goreux selbst spielte in diesem Turnier nur zwei Gruppenspiele. Bei der Copa América Centenario 2016 gehörte er zum Kader Haitis und wurde in zwei Spiele der Copa América eingesetzt.
Zuletzt gehörte er am 28. März 2017 beim verlorenen Play-off-Rückspiel im Rahmen der Qualifikation zum CONCACAF Gold Cup 2017 gegen Nicaragua zum Kader der haitianischen Nationalmannschaft.

## Erfolge
- Belgischer Meister: 2007/08, 2008/09: (Standard Lüttich)
- Belgischer Pokalsieger: 2010/11, 2015/16 (Standard Lüttich)
- Gewinner des belgischen Supercups: 2008